# قلعه گوند
قلعه گوند (گیند)  مربوط به دوره قاجار است و در شهرستان نهبندان، روستای گوند (گیند) واقع شده و این اثر در تاریخ ۱۰ مهر ۱۳۸۰ با شمارهٔ ثبت ۳۹۷۷ به‌عنوان یکی از آثار ملی ایران به ثبت رسیده است.
متأسفانه این اثر به دلیل عدم توجه در حال تخریب و نابودی قرار دارد .
از همه دوستداران آثار ملی ایران تقاضای توجه جدی به این اثر منحصر به فرد و تاریخی داریم .